# 线性同余方程
在数论中，线性同余方程是最基本的同余方程，“线性”表示方程的未知数次数是一次，即形如：
{\displaystyle ax\equiv b\ {\pmod {n}}\ \ \ \ (1)}
的方程。此方程有解当且仅当{\displaystyle b}能够被{\displaystyle a}与{\displaystyle n}的最大公约数整除（记作{\displaystyle \gcd(a,n)|b}）。这时，如果{\displaystyle x_{0}}是方程的一个解，那么所有的解可以表示为：
{\displaystyle \{x_{0}+k{\frac {n}{d}}\mid k\in \mathbb {Z} \}.}
其中{\displaystyle d}是{\displaystyle a}与{\displaystyle n}的最大公约数。在模{\displaystyle n}的完全剩余系{\displaystyle \{0,1,\ldots ,n-1\}}中，恰有{\displaystyle d}个解。

## 例子
- 在方程

{\displaystyle 3x\equiv 2{\pmod {6}}}
中，{\displaystyle d=\gcd(3,6)=3} ，3 不整除 2，因此方程无解。 
- 在方程

{\displaystyle 5x\equiv 2{\pmod {6}}}
中， {\displaystyle d=\gcd(5,6)=1}，1 整除 2，因此方程在{\displaystyle \{0,1,2,3,4,5\}}中恰有一个解：{\displaystyle x=4}。
- 在方程

{\displaystyle 4x\equiv 2{\pmod {6}}}
中， {\displaystyle d=\gcd(4,6)=2}，2 整除 2，因此方程在{\displaystyle \{0,1,2,3,4,5\}}中恰有两个解：{\displaystyle x=2}以及{\displaystyle x=5}。

## 求特殊解
对于线性同余方程
{\displaystyle ax\equiv b{\pmod {n}}}      (1)
若{\displaystyle d=\gcd(a,n)}整除{\displaystyle b} ，那么{\displaystyle {b \over d}}为整数。由裴蜀定理，存在整数对{\displaystyle (r,s)}（可用扩展欧几里得算法求得）使得{\displaystyle ar+sn=d}，因此 {\displaystyle x={rb \over d}}是方程 (1) 的一个解。其他的解都关于{\displaystyle {n \over d}}与{\displaystyle x}同余。
举例来说，方程
{\displaystyle 12x\equiv 20{\pmod {28}}}
中 {\displaystyle d=\gcd(12,28)=4} 。注意到 {\displaystyle 4=12\times (-2)+28\times 1}，因此 {\displaystyle x\equiv 5\times (-2)\equiv -10\equiv 4\ {\pmod {7}}}是一个解。对模 28 来说，所有的解就是 {\displaystyle \{4,11,18,25\}} 。

## 与线性丢番图方程的关系
考虑{\displaystyle ax\equiv {b}{\pmod {n}}}，其等价于{\displaystyle ax=b+yn}（{\displaystyle y}是整数），也就是线性丢番图方程。运用辗转相除法可以求得该方程的解，有无限多个；但是在原同余方程中，解的个数受到{\displaystyle \gcd(a,n)}限制，因此正如上面例子所示，只能选取前面的几个解。

## 线性同余方程组
线性同余方程组的求解可以分解为求若干个线性同余方程。比如，对于线性同余方程组：
{\displaystyle 2x\equiv 2{\pmod {6}}}
{\displaystyle 3x\equiv 2{\pmod {7}}}
{\displaystyle 2x\equiv 4{\pmod {8}}}
首先求解第一个方程，得到{\displaystyle x\equiv 1{\pmod {3}}}，于是令{\displaystyle x=3k+1}，第二个方程就变为：
{\displaystyle 9k\equiv -1{\pmod {7}}}
解得{\displaystyle k\equiv 3{\pmod {7}}}。于是，再令{\displaystyle k=7l+3}，第三个方程就可以化为：
{\displaystyle 42l\equiv -16{\pmod {8}}}
解出：{\displaystyle l\equiv 0{\pmod {4}}}，即 {\displaystyle l=4m}。代入原来的表达式就有 {\displaystyle x=21(4m)+10=84m+10}，即解为：
{\displaystyle x\equiv 10{\pmod {84}}}
对于一般情况下是否有解，以及解得情况，则需用到数论中的中国剩余定理。